# Gary Coatsworth
Gary Coatsworth (sinh ngày 7 tháng 10 năm 1968 ở Sunderland) là một cựu cầu thủ bóng đá người Anh thi đấu cho Barnsley, Darlington, và Leicester City, Ông góp  mặt trong thắng lợi ở Chung kết Play-off Football League First Division 1994 trước Derby County. Ông ghi bàn thắng giúp cho Darlington vô địch Football Conference 1989-90.